# Linum ucranicum
Linum ucranicum là một loài thực vật có hoa trong họ Linaceae. Loài này được (Griseb. ex Planch.) Czern. mô tả khoa học đầu tiên năm 1859.